# Johannes Lebech

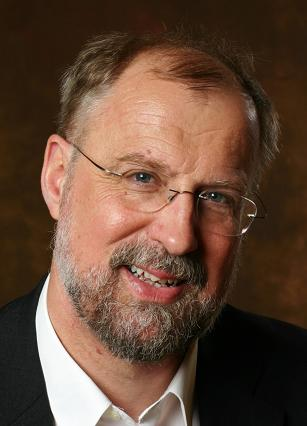
Johannes Lebech (2006)

Niels Johannes Lebech (* 12. September 1948 in Skive) ist ein dänischer Politiker der Radikalen Linken (Radikale Venstre), der unter anderem zwischen 1997 und 2000 Vorsitzender der Radikale Venstre sowie von 2000 bis 2001 Kirchenminister war. Er war außerdem zwischen 2007 und 2009 Mitglied des Europäischen Parlaments.

## Leben
Niels Johannes Lebech, Sohn des Schulinspektors Kristen Lebech und dessen Ehefrau Edith Lebech, besuchte von 1956 bis 1964 die Stoholm Skole und danach bis 1967 die Viborg Katedralskole, woraufhin er von 1967 bis 1969 Sektionsleiter des Beredskabskorps des Bevölkerungsschutzes (Civilforsvar) war, eine Behörde, deren Zuständigkeitsbereich die Rettungsvorbereitung ist. Danach begann er 1969 ein Studium in dänischer Sprache und der Geschichte an der Universität Aarhus, welches er 1075 als Candidatus magisterii beendete. Bereits während seines Studiums war er zwischen 1973 und 1975 als Lehrassistent an der Universität Aarhus tätig und danach von 1975 bis 1978 an der Handelsschule in Holstebro. Im Anschluss war er von 1978 bis 2013 am dortigen Holstebro Gymnasium Lektor für Højere forberedelseseksamen HF (Höhere Vorbereitungsprüfung), die auf ein Studium vorbereiten.
1980 wurde Lebech Mitglied der Radikalen Linken (Radikale Venstre) und war unter anderem von 1982 bis 1985 Vorsteher beziehungsweise zwischen 1985 und 1992 Amtssekretär des damaligen Kreises Holstebro im ehemaligen Ringkjøbing Amt. Er kandidierte bei der Folketingswahl am 8. September 1987 sowie bei darauf folgenden Wahlen im Wahlkreis „Herningkreds“ beziehungsweise ab 2001 im Wahlkreis „Skivekreds“ mehrmals erfolglos für ein Mandat im Folketing. Neben seiner Lehrtätigkeit am Holstebro Gymnasium absolvierte er von 1994 bis 1996 noch ein postgraduales Studium im Fach European Studies an der Jysk Åbent Universitet. Als Nachfolger von Margrethe Vestager wurde er 1997 Vorsitzender der Radikale Venstre und bekleidete diese Funktion bis zu seiner Ablösung durch Lone Loklindt. Unter seiner Führung erhielt die Radikale Linke bei der Folketingswahl am 11. März 1998 131.254 Stimmen (3,9 Prozent) und verlor eines ihrer acht Mandate, so dass diese nur noch mit sieben Abgeordneten vertreten war.
Als Nachfolger von Margrethe Vestager übernahm Johannes Lebech am 21. Dezember 2000 in der Regierung Poul Nyrup Rasmussen IV den Posten als Kirchenminister (Kirkeminister) und behielt diesen bis zum 27. November 2001. Als Kirchenminister wollte er eine breite Debatte über die Kirche anstoßen, auch über Glaubensfreiheit und gemeinsame Werte zwischen Einwanderern und Dänen. 2000 war er außerdem Vorstandsmitglied der öffentlich-rechtlichen Rundfunkanstalt Danmarks Radio (DR). Ferner fungierte er zwischen dem 1. Oktober 2002 und dem 7. Januar 2008 als einer der staatlichen Rechnungsprüfer (Statsrevisor), die überwachen, dass die Steuergelder so verwendet werden, wie es das Parlament beschlossen hat, und dass die Gelder so sinnvoll und effizient wie möglich verwaltet werden.
Am 29. November 2007 wurde Lebach als Nachrücker Mitglied des Europäischen Parlaments und gehörte diesem als Mitglied der Fraktion der Allianz der Liberalen und Demokraten für Europa (ALDE) bis zum 13. Juli 2009 an. Während seiner Mitgliedschaft im Europäischen Parlament war er zwischen dem 12. Dezember 2007 und dem 13. Juli 2009 Mitglied des Ausschusses für auswärtige Angelegenheiten und vom 31. Januar 2008 bis zum 13. Juli 2009 Mitglied der Delegation für die Beziehungen zum Iran. Des Weiteren war er zwischen dem 11. Dezember 2007 und dem 13. Juli 2009 stellvertretendes Mitglied des Ausschusses für Umwelt, öffentliche Gesundheit und Lebensmittelsicherheit sowie vom 19. Dezember 2007 bis zum 4. Februar 2009 stellvertretendes Mitglied des Temporären Ausschusses zum Klimawandel. Außerdem war noch vom 30. Januar 2008 bis zum 13. Juli 2009 stellvertretendes Mitglied der Delegation für die Beziehungen zur Volksrepublik China sowie zwischen dem 20. Februar 2008 und dem 13. Juli 2009 noch stellvertretendes Mitglied der Delegation für die Beziehungen zu den Ländern Zentralamerikas.
Als Stellvertreter von Andreas Steenberg, dem Folketing-Mitglied für den Wahlkreis „Vestjyllands Storkreds“, war Johannes Lebech vom 10. Mai bis zum 10. Juni 2016 kurzzeitig temporäres Mitglied des Folketing.

## Veröffentlichung
- Moderne europæisk nationalisme, 1996